# George Doswell Brooke
George Doswell Brooke (* 15. September 1878 in Sutherlin, Virginia; † 23. August 1982 in Virginia Beach, Virginia) war ein US-amerikanischer Eisenbahnmanager.

## Leben

### Familie und Ausbildung
Der episkopalisch getaufte George Doswell Brooke, Sohn des Bürgerkriegsveteranen sowie praktischen Arztes Thomas Vaden Brooke (1844–1933) und der Fannie Doswell Brooke (1852–1895), absolvierte öffentliche und private Schulen in Virginia. Im Anschluss studierte er Bauingenieurwesen am Virginia Military Institute in Lexington, 1900 erwarb er den akademischen Grad eines Bachelor of Science in Civil Engineering.
George Doswell Brooke heiratete am 14. Juni 1906 die aus Alexandria stammende  Sue Scott Herbert (1878–1964). Dieser Ehe entstammten die vier Kinder Sue Herbert Brooke (1907–2002),  Anne Herbert Brooke (1911–2007), Thomas Vaden Brooke (1915–2006) und Margaret Brooke Hobbs (1916–2004). George Doswell Brooke starb im August 1982 wenige Wochen vor Vollendung seines 104. Lebensjahres. Seine letzte Ruhestätte fand er auf dem Eastern Shore Chapel Cemetery in Virginia Beach.

### Beruflicher Werdegang
George Doswell Brooke erhielt nach seinem Bachelor-Abschluss eine Anstellung als Instructor an der Culver Military Academy in Culver. 1902 trat er als Vermessungsassistent in die Dienste der Baltimore and Ohio Railroad Company ein. Er stieg in der Folge zum Vermesser, zum Vermessungstechniker, zuletzt zum leitenden Außendienst-Ingenieur auf. 1919 wurde er zum Superintendenten of Transportation (Leiter der Beförderungsabteilung) in Cincinnati bestellt. 1924 wechselte George Doswell Brooke als Assistent des Vizepräsidenten zur Chesapeake and Ohio Railway Company, 1926 wurde er zum General Manager, 1930 zum Vizepräsidenten, 1937 zum Präsidenten ernannt. Zusätzlich fungierte er als Präsident der  Nickel Plate Road Company sowie der Pere Marquette Railway Company. Seit 1943 war er als Chairman of the Board der Virginian Railway Company eingesetzt.
Der zum Mitglied der American Society of Civil Engineers gewählte George Doswell Brooke übte darüber hinaus zeitweise das Präsidentenamt der American Railway Engineering Association aus. Er war ferner Mitglied der Clubs Virginia, Norfolk, Princess Anne Country und Bankers (New York).